# Charles Grethen
Charles Grethen (* 2. Juni 1992 in Tüntingen) ist ein luxemburgischer Leichtathlet, der sich auf die Mittelstreckenläufe spezialisiert hat.

## Sportliche Laufbahn
Charles Grethen bestreitet seit 2009 Wettkämpfe über die Mittelstreckendistanzen. 2010 ging er im kanadischen Moncton bei den U20-Weltmeisterschaften über 800 Meter an den Start, bei denen er im Vorlauf seine Bestzeit auf 1:50,74 min steigerte. Nach dem sechsten Platz in seinem Halbfinallauf verpasste er anschließend den Sprung in das Finale. Nach dem Schulabschluss am Lycée Robert Schuman Luxembourg, zog er 2012 in die Vereinigten Staaten, wo er ein Biologiestudium an der Texas State University aufnahm und dort fortan seine Wettkämpfe bis 2015 bestritt. Im Laufe der Saison verbesserte er sich auf 1:49,03 min und nahm im Juni an den Europameisterschaften in Helsinki teil, ohne dabei eine Chance auf den Einzug in das Halbfinale zu haben. Bald darauf wechselte Grethen an die University of Georgia. Im Sommer nahm er, ebenfalls in Finnland, an den U23-Europameisterschaften teil. Dabei blieb er im Vorlauf mehr als zwei Sekunden hinter seiner Bestleistung zurück und schied vorzeitig aus.
2014 verbesserte er sich in seinem ersten Wettkampf der Freiluftsaison auf 1:47,22 min über 800 Meter. Im August nahm er in Zürich zum zweiten Mal bei Europameisterschaften teil, verpasste es aber erneut den Vorlauf zu überstehen. 2015 trat er in Gwangju zur Universiade an und erreichte dabei das Halbfinale, in dem er als Vierter seines Laufes knapp am Finaleinzug scheiterte. 2016 lief Grethen im Juni persönliche Bestzeit von 1:46,44 min über 800 Meter. Bei den Europameisterschaften Anfang Juli in Amsterdam gelang es ihm diesmal in das Halbfinale einzuziehen. Kurz darauf siegte er bei den Luxemburgischen Meisterschaften über 1500 Meter. Im August ging er im Vorlauf der 800 Meter bei den Olympischen Sommerspielen in Rio de Janeiro an den Start, verpasste dabei als Fünfter seines Laufes den Einzug in die nächste Runde. Ab 2017 fokussierte sich Grethen vermehrt auf den 1500-Meter-Lauf und verbesserte im Juli mit 3:39,02 min den Luxemburger Landesrekord. Ende August nahm er erneut an der Universiade teil und erzielte mit dem fünften Platz seinen bislang größten sportlichen Erfolg auf internationaler Ebene. Über 1500 Meter ging er auch 2018 bei den Europameisterschaften in Berlin an den Start, scheiterte dabei allerdings bereits nach dem Vorlauf. 2019 trat er Anfang März bei den Halleneuropameisterschaften in Glasgow an, die er auf dem insgesamt 21. Platz beendete. Im Laufe der Saison zog er sich eine Achillessehnenruptur zu, wegen der er sich einer Operation unterziehen musste, Erst im Frühjahr 2020 konnte er wieder in das Training einsteigen.
Anfang März 2021 trat er bei den Halleneuropameisterschaften im polnischen Toruń über 1500 Meter an und scheiterte dabei nur knapp am Einzug in das Finale. Im August trat er zum zweiten Mal nach 2016 bei den Olympischen Sommerspielen in Tokio an. Er erreichte zunächst das Halbfinale über 1500 Meter, in dem er mit neuer Bestleistung von 3:32,86 min das Finale erreichte. Darin belegte er den zwölften Platz, feierte mit dem Ergebnis dennoch seinen größten sportlichen Erfolg. 2022 trat Grethen im März bei den Hallenweltmeisterschaften in Belgrad an. Er startete im zweiten von insgesamt vier Vorläufen, verpasste als Vierter des Laufes allerdings den Einzug in das Finale. Insgesamt belegte er den 21. Platz.  Im Juli nahm er in den USA an seinen ersten Weltmeisterschaften teil. Dabei konnte er direkt ins Halbfinale einziehen. Darin belegte er den insgesamt 22. Platz. 2023 stellte Grethen neue Hallenbestzeiten über 1500 und 3000 Meter auf. Über 3000 Meter steigerte er seine Bestzeit, im Vergleich zum Vorjahr, um mehr als 5 Sekunden. In dieser Disziplin trat er Anfang März auch bei den Halleneuropameisterschaften in Istanbul an. Dort konnte er im Finale den fünften Platz belegen. Im August trat er in Budapest wieder bei den Weltmeisterschaften an. Er zog erneut ins Halbfinale, worin er diesmal als Siebter seines Laufes ausschied.

## Wichtige Wettbewerbe
| Jahr                  | Veranstaltung               | Ort                   | Platz                 | Disziplin             | Zeit                  |
| Startet für Luxemburg | Startet für Luxemburg       | Startet für Luxemburg | Startet für Luxemburg | Startet für Luxemburg | Startet für Luxemburg |
| --------------------- | --------------------------- | --------------------- | --------------------- | --------------------- | --------------------- |
| 2010                  | U20-Weltmeisterschaften     | Moncton               | 17.                   | 800 m                 | 1:52,09 min           |
| 2012                  | Europameisterschaften       | Helsinki              | 35.                   | 800 m                 | 1:53,22 min           |
| 2013                  | U23-Europameisterschaften   | Tampere               | 16.                   | 800 m                 | 1:50,01 min           |
| 2014                  | Europameisterschaften       | Zürich                | 31.                   | 800 m                 | 1:50,36 min           |
| 2015                  | Universiade                 | Gwangju               | 14.                   | 800 m                 | 1:49,31 min           |
| 2016                  | Europameisterschaften       | Amsterdam             | 13.                   | 800 m                 | 1:49,40 min           |
| 2016                  | Olympische Sommerspiele     | Rio de Janeiro        | 38.                   | 800 m                 | 1:48,93 min           |
| 2017                  | Universiade                 | Taipeh                | 5.                    | 1500 m                | 3:44,59 min           |
| 2018                  | Europameisterschaften       | Berlin                | 25.                   | 1500 m                | 3:49,97 min           |
| 2019                  | Halleneuropameisterschaften | Glasgow               | 21.                   | 1500 m                | 3:50,42 min           |
| 2021                  | Halleneuropameisterschaften | Toruń                 | 14.                   | 1500 m                | 3:41,07 min           |
| 2021                  | Olympische Sommerspiele     | Tokio                 | 12.                   | 1500 m                | 3:36,80 min           |
| 2022                  | Hallenweltmeisterschaften   | Belgrad               | 21.                   | 1500 m                | 3:44,87 min           |
| 2022                  | Weltmeisterschaften         | Eugene                | 22.                   | 1500 m                | 3:40,41 min           |
| 2022                  | Europameisterschaften       | München               | 16.                   | 1500 m                | 3:40,33 min           |
| 2023                  | Halleneuropameisterschaften | Istanbul              | 5.                    | 3000 m                | 7:46,65 min           |
| 2023                  | Weltmeisterschaften         | Budapest              | 19.                   | 1500 m                | 3:36,18 min           |

## Persönliche Bestleistungen
Freiluft
- 800 m: 1:46,44 min, 4. Juni 2016, Lede-Oordegem
- 1000 m: 2:18,94 min, 8. Mai 2016, Pliezhausen
- 1500 m: 3:32,86 min, 5. August 2021, Tokio, (luxemburgischer Rekord)
- Meilenlauf: 3:53,20 min, 16. Juni 2022, Oslo, (luxemburgischer Rekord)

Halle
- 880 m: 1:48,26 min, 21. Februar 2016, Metz
- 1500 m: 3:37,09 min, 19. Februar 2023, Madrid, (luxemburgischer Rekord)
- 3000 m: 7:43,00 min, 11. Februar 2023, Metz, (luxemburgischer Rekord)